# ジョージ・ハラス
ジョージ・スタンレー・ハラス（George Stanley Halas、1895年2月2日 - 1983年10月31日）は、アメリカ合衆国イリノイ州シカゴ出身のアメリカンフットボール元選手、コーチ、エグゼクティブ。NFLのシカゴ・ベアーズの創設者、選手兼コーチ兼オーナー。

## 来歴
イリノイ大学ではフットボールの他、野球やバスケットボールにも熱中し、フットボールではビッグ・テン・カンファレンス優勝を経験。1919年に第一次世界大戦が勃発した際には、海軍のチームでプレーしローズボウルMVPとなる。
その後、MLBのニューヨーク・ヤンキースに入団し、外野手としてメジャー12試合を経験したが、怪我のため野球を引退。
1920年、フットボールチーム「ディケイター・ステイリーズ」を創設し、選手兼ヘッドコーチ兼オーナーとなった。同年、NFLの前身であるAPFAが発足され、これに参加した。
1921年、地元シカゴに移転し、APFA優勝を果たす。1922年「ベアーズ」に改称した。
選手としては1928年に引退したが、ヘッドコーチとしては1967年まで退任と復帰を繰り返しつつも、選手兼任時代を含め6回のNFL優勝に導いている（当時はまだスーパーボウルは行われていなかった。）。1963年にはプロフットボール殿堂入りを果たしている。
1983年、膵臓がんのため88歳で没した。
ベアーズのユニフォームの袖には、イニシャルである「GSH」があしらわれているほか、7番は永久欠番となっている。
NFL創始者の一人としてその功績は語り継がれ、スーパーボウル出場権を賭けたNFCチャンピオンシップゲームの優勝トロフィーにその名を残すほか、その功績を称え、ケガやフィールド外での個人的な問題を抱えながら素晴らしいプレイを見せた選手に贈る「ジョージ・ハラス賞」も制定されている。